# صراع (علم نفس)
الصراع في علم النفس هو التعارض بين دافعين أو رغبتين أو أكثر بحيث يحبذ كل جزء من الشخصية واحدا منهما ويوجد 4 أنواع من الصراع
- صراع أقدام أقدام : ويكون بين أمرين إيجابيين وعليك اختيار أحدهما
- صراع أحجام أقدام : أمر واحد فيه السلب والإيجاب وعليك اختياره أو الرفض الكلي له
- صراع أحجام أحجام : أمرين سلبيين وعليك اختيار أحدهما
- صراع أحجام أقدام مزدوج : أمرين فيهم السلب والإيجاب وعليك اختيار أحدهما

والصراع أما شعوري أو لا شعوري فالشعوري هو الذي يدرك الفرد القوتين المتعارضتين فيه، أما اللا شعوري فهو الذي يكون أحد الطرقين أو كلاهما خافيا لا يشعر الفرد بوجوده

## الصراع النفسي
حالة انفعالية مؤلمة تنتج من النزاع بين الرغبات المتضادة وعدم إشباع الحاجات أو عدم السماح لرغبة مكبوتة بالتعبير عن ذاتها شعوريا. وهي مجموعة من الدوافع والنزاعات التي تتصف بالأنانية. ويستمر هذا الصراع طول حياة الفرد وإن كان يتخذ صورا مختلفة.

### أساليب فض الصراع
- الأساليب التربوية: هي إشباع حاجات الأطفال في إطار من الواقع الاجتماعي، وتوجيه الصراعات إلى موضوعات خارجية وأهداف واقعية.
- الأساليب السيكولوجية:
  - تقوية الواقع الاجتماعي.
  - تقوية المثل والقيم والمبادئ والأخلاق.
  - استخدام التنفيس الانفعالي والاستبطان الذاتي لحل الصراعات التي يعانيها الفرد.[1]